# Rusney Castillo
Pour les articles homonymes, voir Castillo.
Rusney Castillo, né le 9 juillet 1987 à Ciego de Ávila (Cuba), est un voltigeur des Red Sox de Boston de la Ligue majeure de baseball.
Castillo fait défection de Cuba en 2013 dans le but de rejoindre une équipe professionnelle des Ligues majeures de baseball.

## Carrière internationale
Il joue avec l'Équipe de Cuba à la Coupe du monde de baseball d'octobre 2011 à Panama, où il se distingue avec 26 coups sûrs en 41 présences au bâton, pour une moyenne de ,512. Il maintient aussi un pourcentage de présence sur les buts de ,524 et une moyenne de puissance de ,824 dans les 10 matchs de la compétition, où Cuba perd en finale face aux Pays-Bas.
Il remporte une médaille de bronze avec la sélection cubaine aux Jeux panaméricains de 2011 et frappe pour ,278 avec 6 coups sûrs, dont un double. 
Il accompagne aussi l'équipe cubaine au Tournoi World Port et à la Semaine de baseball de Haarlem aux Pays-Bas en 2011, mais est une omission notable à la sélection envoyée à la Classique mondiale de baseball 2013.

## Carrière à Cuba
Il évolue 5 saisons pour les Tigres de Ciego de Ávila dans la Serie Nacional cubaine. Joueur de 5′ 8″ (1,73 m) reconnu pour être un frappeur supérieur à la moyenne doté d'une grande vitesse, Castillo est le meneur de la Serie Nacional avec 29 buts volés en 35 tentatives durant la saison 2010-2011, durant laquelle il frappe pour ,324 de moyenne au bâton, avec 18 circuits et une moyenne de puissance de ,555. En 68 parties jouées en 2011-2012, il voit sa moyenne au bâton chuter à ,274.

## Défection
Peu avant sa défection de Cuba à la fin de l'année 2013, Castillo est suspendu de l'équipe nationale pour « violation du code d'éthique du baseball révolutionnaire », une punition souvent imposée aux sportifs qui tentent de quitter le pays. Il s'entraîne en République dominicaine et des équipes de la Ligue majeure de baseball y envoient des dépisteurs pour le voir à l'œuvre. 
À la recherche d'un contrat avec une équipe du baseball majeur, Castillo est représenté par Roc Nation Sports, l'agence de Jay-Z. Plusieurs équipes négocient ses services à l'été 2014. Le 23 août 2014, Castillo signe un contrat de 7 ans pour 72,5 millions de dollars US avec les Red Sox de Boston.

## Red Sox de Boston
Castillo joue son premier match avec les Red Sox de Boston le 17 septembre 2014 à Pittsburgh et dans cette première rencontre réussit son premier coup sûr dans le baseball majeur aux dépens du lanceur Francisco Liriano des Pirates de Pittsburgh. Il frappe son premier coup de circuit le 25 septembre suivant face au lanceur Steve Geltz des Rays de Tampa Bay.